# Arthur Stanley Tritton
Arthur Stanley Tritton, D. Litt. (25 février 1881 – 8 novembre 1973) était un historien et érudit de l'Islam de nationalité Britannique. Il a été nommé Professeur d'arabe à l'École des Études Orientales et Africaines, Université de Londres en 1938, et a également passé un certain temps à enseigner à l'Université d'Aligarh. Il a publié son travail en tant qu'A. S. Tritton.